# Christian Knorr (Politiker)

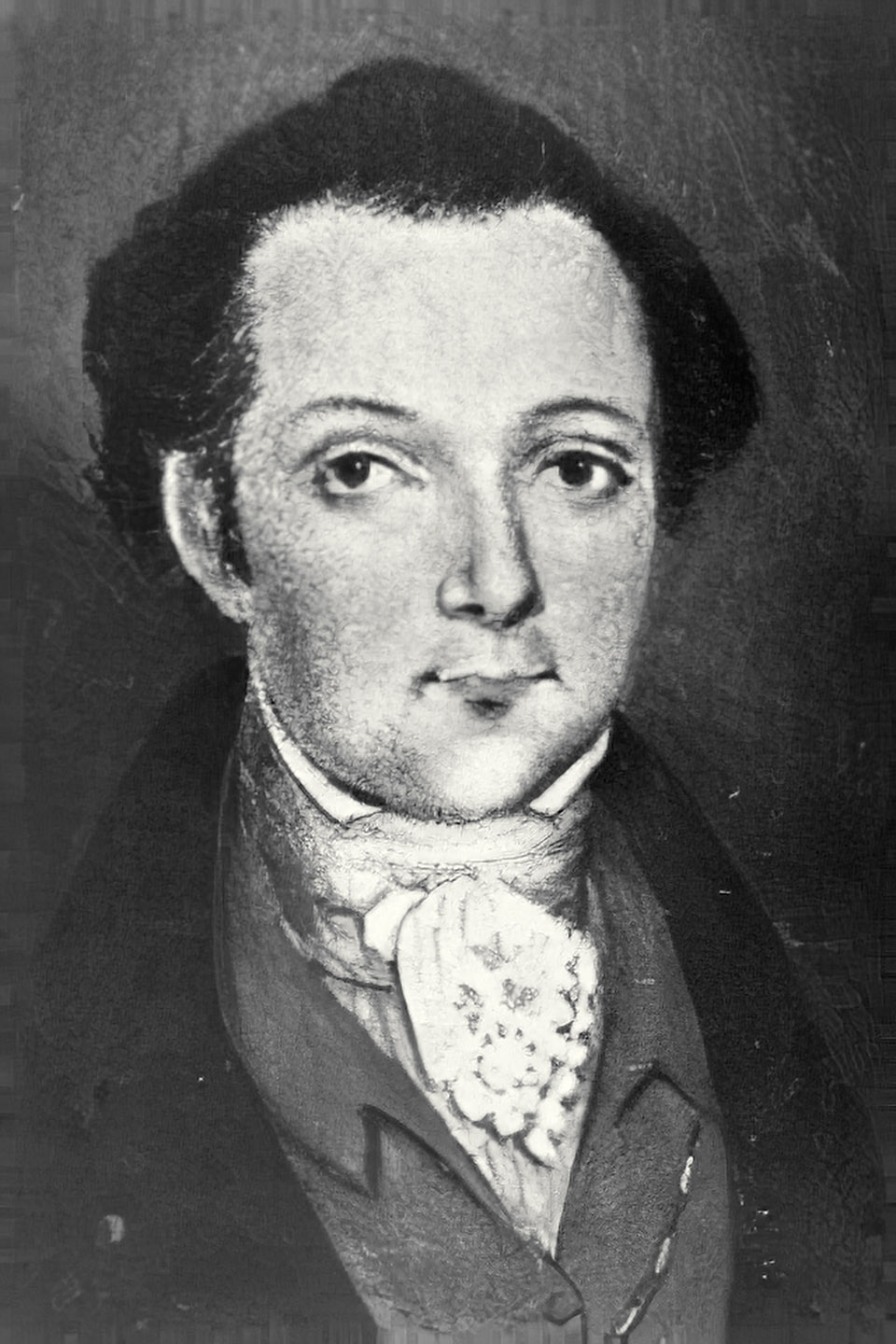
Christian Karl Ludwig Knorr von Rosenroth

Christian Karl Ludwig Knorr (auch Christian Karl Ludwig Knorr von Rosenroth) (* 24. Januar 1800 in Westerburg; † 14. August 1868 in Darmstadt) war ein hessischer Beamter und Abgeordneter.

## Familie
Christian Knorr war der Sohn des Hofrates Carl Christian Knorr (1771–1820) und dessen Frau Eleonore, geborene Langsdorff (1778–1804). Der Oberappellationsgerichtsrat Ludwig Franz Gottlieb Knorr (1797–1866) war sein Bruder. Die Familie war evangelisch.
Christian Knorr heiratete 1823 Christiane Buff (* 14. August 1798 in Gießen; † 9. April 1844 in Darmstadt). Sie war die Tochter des Superintendenten von Gießen, Christoph Buff (1756–1826), und dessen Frau Katharina Elisabeth Eleonore, geborene Bechtold (1767–1841). Sie hatten zwei Söhne:
- Ludwig Knorr (1827–1905), Landgerichtspräsident
- Heinrich Knorr (1830–1904), Kreisrat des Kreises Bensheim und Präsident des Verwaltungsgerichtshofs Darmstadt

## Karriere
Christian Knorr studierte Rechtswissenschaft und wurde 1821 Assessor am Landgericht Friedberg. 1826 wechselte er in die Verwaltung und wurde Landrat des Landratsbezirk Gießen. 1827 wechselte er in den Kirchen- und Schulrat nach Gießen und 1832 wurde er weltlicher Rat beim Oberkonsistorium der Evangelischen Landeskirche Hessen. Ab 1841 war er Direktor des Oberschulrats und ging 1848 in Pension.

## Weitere Engagements
- Von 1835 bis 1841 gehörte er während des 7. und 8. Landtags der Zweiten Kammer der Landstände des Großherzogtums Hessen an. Er wurde für den Wahlbezirk Oberhessen 10/Butzbach gewählt. Während des 8. Landtags (1838–1848) war er stellvertretender Präsident der Zweiten Kammer.[2]
- 1839 Mitglied der Kommission für die Prüfung der evangelischen Pfarramtskandidaten[2]

## Ehrungen
- 1840: Ritterkreuz des Verdienstordens Philipps des Großmütigen[2]